# National Solar Observatory
Le National Solar Observatory (NSO, l'« Observatoire solaire national » en français) de la NSF est un centre de recherche et développement fédéralement financé américain opérant des télescopes solaires situés respectivement à l'observatoire du Haleakalā, à l'observatoire solaire de Sunspot (en) à Sacramento Peak (en) au Nouveau-Mexique et à l'observatoire de Kitt Peak en Arizona. La mission de l'institution est de contribuer à l'avancement des connaissances sur le Soleil en fournissant des installations d'avant-garde aux chercheurs.

## Télescopes

### Observatoire du Haleakalā
- Le télescope solaire Daniel-K.-Inouye

### Sacramento Peak
- Le télescope solaire Richard B. Dunn
- Le Evans Solar Facility
- Le Hilltop Dome Facility

### Observatoire solaire de Big Bear Lake
- Le NSO finance en partie cet observatoire qui héberge une station du réseau GONG (en)

### Observatoire de Kitt Peak
- Le télescope solaire McMath-Pierce, décommissionné en 2017 et dont la gestion a été transférée au NOIRLab en 2018.